# Olcay Şahan
Olcay Şahan est un footballeur germano-turc, né le 26 mai 1987 à Düsseldorf en Allemagne. Il évolue comme milieu offensif avant de devenir entraîneur.

## Biographie
Le 15 août 2019, Şahan signe au Denizlispor, tout juste promu en Süperlig.

## Palmarès
- Championnat de Turquie : 2016 et 2017